# سیارک ۱۳۸۱۷
سیارک ۱۳۸۱۷ (به انگلیسی: 13817 Genobechetti، نامگذاری:1999RH39)۱۳۸۱۷مین سیارک کشف شده‌است که در ۰۸ سپتامبر ۱۹۹۹ کشف شد.